# Acide cannabigérolique

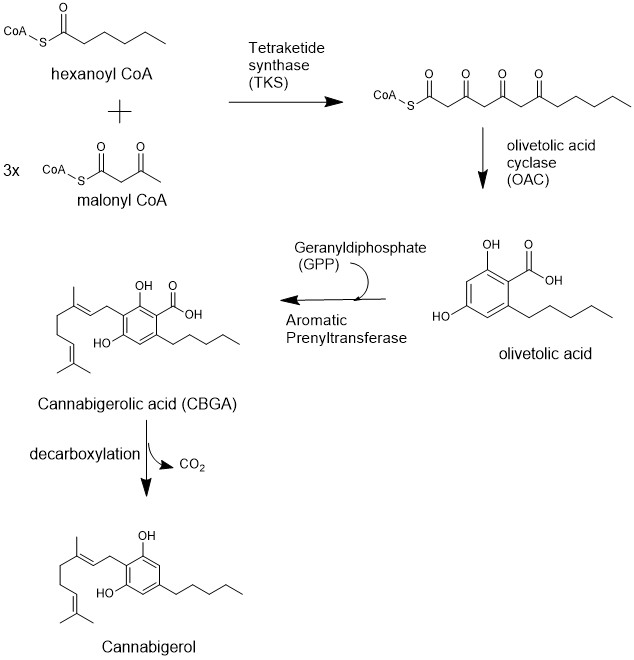
Biosynthèse du CBG : l'avant-dernier produit est l'acide cannabigérolique

L'acide cannabigérolique (aussi noté CBGA, de l'anglais Cannabigerolic acid) est un composé organique de type cannabinoïde. Forme carboxylée du cannabigérol, il intervient dans la biosynthèse du THC et du CBD. 
L'acide cannabigérolique est un acide dihydroxybenzoïque dérivé de l'acide olivétolique par adjonction d'un groupe géranyl sur le carbone n°3 du cycle aromatique. C'est aussi un méroterpénoïde de la catégorie des résorcinols.

Synthèse du THC et du CBD à partir de l'acide cannabigérolique

Dans les plants de cannabis, l'acide cannabigérolique est converti par cyclisation, selon l'enzyme, en acide tétrahydrocannabinolique, en acide cannabichroménique, ou en acide cannabidiolique (selon la position de la cyclisation). Chacun d'eux peut être ensuite converti, respectivement, en tétrahydrocannabinol, en cannabichromène, ou en cannabidiol par décarboxylation. 
L'acide cannabigérolique présente des propriétés potentiellement intéressantes : il a notamment un effet anticonvulsif chez les souris contre une forme d'épilepsie. 